# Matthew Le Tissier
Matthew "Matt" Le Tissier (ur. 14 października 1968) – piłkarz występujący na pozycji napastnika lub ofensywnego pomocnika, piłkarz angielskiego Southampton.
Początkowo grał w Vale Recreation, a następnie w Southampton gdzie pozostał do końca swojej kariery. Trzykrotnie wyróżniony jako Piłkarz Roku Southampton. W 1990 obwołano go Młodym Zawodnikiem Roku. Jeden z nielicznych przykładów gracza tak oddanego swojemu klubowi. Przez całą profesjonalną karierę grał dla jednego klubu by w końcu zostać jego legendą. Kibice Southampton zapamiętali go jako symbol tego klubu, a poza tym nadali mu nawet przydomek "Le God". Strzelił wiele bramek wyjątkowej urody czym wpisał się w pamięć kibiców na całych wyspach. Jego atutem był świetny strzał z dystansu oraz znakomite panowanie nad piłką obiema nogami.
W reprezentacji powołany jedynie na osiem spotkań, w których nie strzelił żadnego gola.